# Gerrit Beltman
Gerrit A. Beltman (Deventer, 5 december 1843 - 5 februari 1915) was een Nederlands architect, die vooral in Twente en de Achterhoek actief was. Het architectenbureau dat hij in 1871 oprichtte, werd vanaf 1911 voortgezet door zijn zoon Arend en is thans het oudst bekende architectenbureau van Nederland.

## Werken
- Eerste gebouw Wilhelmina van De Tricotfabriek in Winterswijk; samen met zijn zoon Arend Gerrit (Gerrit Jr.)
- Villa Elisabeth, Borne, 1895

## Werken van zoon A.G. Beltman (1869-1934)
- Stoomspinnerij Twente, Almelo, 1916
- Spinnerij Oosterveld, Enschede, 1911
- Spinnerij Roombeek (N.J. Menko), Enschede, 1912

- Gemeinsame Normdatei: 124442013
- International Standard Name Identifier: 0000 0000 1415 110X
- Virtual International Authority File: 50160826
- WorldCat: E39PBJbtkKBJV7WCbJMt3gHKVC